# Saint-Côme-et-Maruéjols
Saint-Côme-et-Maruéjols é uma comuna francesa na região administrativa de Occitânia, no departamento de Gard. Estende-se por uma área de 13,01 km². Em 2010 a comuna tinha 823 habitantes (densidade: 63,3 hab./km²).